# Thor (volcan)
Pour les articles homonymes, voir Thor (homonymie).
Thor est un volcan actif de Io, un satellite galiléen de Jupiter. Il est situé dans l'hémisphère de Io opposé à Jupiter, au 39,15°N 133,14°W,. Conformément à ce qui a été observé sur des images haute définition d'une éruption, Thor est composé d'une série de coulées de laves sombres émanant de différentes dépressions volcaniques voisines. Avant l'éruption, la surface était une plaine rouge-marron (composée de soufre irradié) zébrée de flots jaunes (des coulées de sulfure de silicate convertis par des dépôts diffus de soufre), typique des latitudes moyennes à élevées de l'hémisphère nord d'Io.  Durant le survol de New Horizons en février 2007, Thor était toujours actif, selon les émissions thermiques observées en proche infrarouge et le panache volcanique.
Thor fut nommé en 2006 par l'Union astronomique internationale (UAI) selon le dieu du tonnerre de la mythologie nordique : Thor.

## Éruption de 2001
Aucune activité volcanique ne fut observée avant 2001. La région resta stable depuis les observations du programme Voyager en 1979 jusqu'aux survols de la mission Galileo en décembre 2000. Lors de la première observation détaillée de Thor, prise en juillet 1999, plusieurs coulées jaunes et lumineuses furent cartographiés. Ces coulées primaires sont constituées de soufre, ou de blocs de silicates refroidis enrobés dans du soufre qui s'est condensé sur eux. Dans tous les cas, aucun changement n'a été observé sur ces coulées ni dans leurs tailles, ni dans leurs couleurs, ni dans leurs distributions jusqu'à la fin de l'année 2000, suggérant que ces coulées étaient en place avant le survol de Voyager,. Aucune émission thermique n'a été observée à Thor avant la fin de mai 2001, aussi les éruptions observées doivent avoir débuté après cette date.

### Août 2001

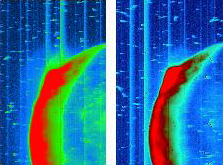
Image colorisée prise par Galileo en août 2001 montrant le panache de Thor

Le 6 août 2001, la sonde Galileo survole la région polaire nord d'Io à une altitude de 194 km. L'objectif de ce survol était d'imager la source du panache de Tvashtar en haute définition et d'échantillonner le matériel du panache, directement. Cependant, la capture d'images fut empêchée par une anomalie de la caméra. Des images distantes, acquises quelques jours avant et après la rencontre furent réussies. Les images d'une Io croissante furent prises le 4 août 2001 pour photographier le panache de Tvashtar pour contextualiser les images en haute définition et les observations in situ de la rencontre. À la place du panache de Tvashtar, les images révélèrent un panache volcanique au-dessus de Thor, suggérant qu'une éruption majeure y avait lieu. Le panache de Thor avait deux composantes : un panache intérieur de 100 à125 km, fait de poussière et un halo diffus plus large, de  440 km.  Ce dernier est l'un des plus grands jamais observés sur Io (seul le panache de Grian Patera vu en juillet 1999 était plus grand) Le halo extérieur était composé de gaz (de dioxyde de soufre) et de fines poussières de 0,5 à1 nano-mètre composé de SO2. Bien que le halo extérieur soit moins dense, il représente en fait une masse globale plus importante (au moins 108 kg comparé à 106-107 kg pour le panache de poussière).
Durant ce survol, alors que la caméra ne fonctionnait pas correctement, les autres instruments scientifiques de Galileo furent capables d'acquérir différentes observations de l'éruption de Thor. Au plus près de la lune, le sous-système plasma de la sonde, qui est un instrument destiné à détecter le plasma à proximité de la sonde, échantillonna une partie des matériaux au sommet du halo du panache de Thor, trouvant des flocons de neige pesant 500 à 1000 masses atomiques. En présumant que ce plasma était fait de pur dioxyde de soufre, cela suggère que les particules de poussière inférées par les observations distantes de la caméra étaient faites de 15 à 20 molécules du dioxyde de soufre,. Le sous-système NIMS a identifié une émission thermique dans le spectre infrarouge sur l'hémisphère d'Io opposé à Jupiter, peu après le survol de la sonde et trouva un intense point chaud thermique sur Thor dans un spectre proche infrarouge cohérent avec une éruption explosive. le sous-système NIMS trouva des températures d'éruption très élevées sur Thor suggérant de la lave de silicate en surface et une importante coulée sortant du sol dans la région de Thor. Avant qu'il fût officiellement nommé Thor par UAI, les scientifiques utilisant le NIMS nommaient cette éruption I31A, et la première éruption détectée durant l'orbite de Galileo : I31.
Une autre observation photographique prise le 8 août montra les effets de cette éruption à la surface de Io, sous la forme d'un nouveau point sombre observé autour du volcan Thor et un anneau lumineux composé de fines particules de dioxyde de soufre gelé récemment déposé par le panache,. Dans certaines parties du dépôt blanc du panache, la répartition spatiale de SO2 gelé a augmenté de 60-70 % à 100 %, à la suite de l'éruption. La taille du dépôt est cohérente avec celle du panache de poussière intérieure qui a été observé. les données de NIMS suggèrent que la plume extérieure forma un  dépôt de grains de SO2 très fins qui sont transparents dans les longueurs d'onde visibles, alors que le dépôt de panache intérieur est plus épais et contient des grains gelés plus larges, qui devraient apparaitre brillant dans les longueurs d'onde visibles. Contrairement à de nombreuses éruptions « explosives », aucun dépôt rouge ne fut observé dans la région de Thor, suggérant que la lithosphère supérieure d'Io contient une certaine hétérogénéité dans la distribution de soufre en sous-sol.

### Octobre 2001

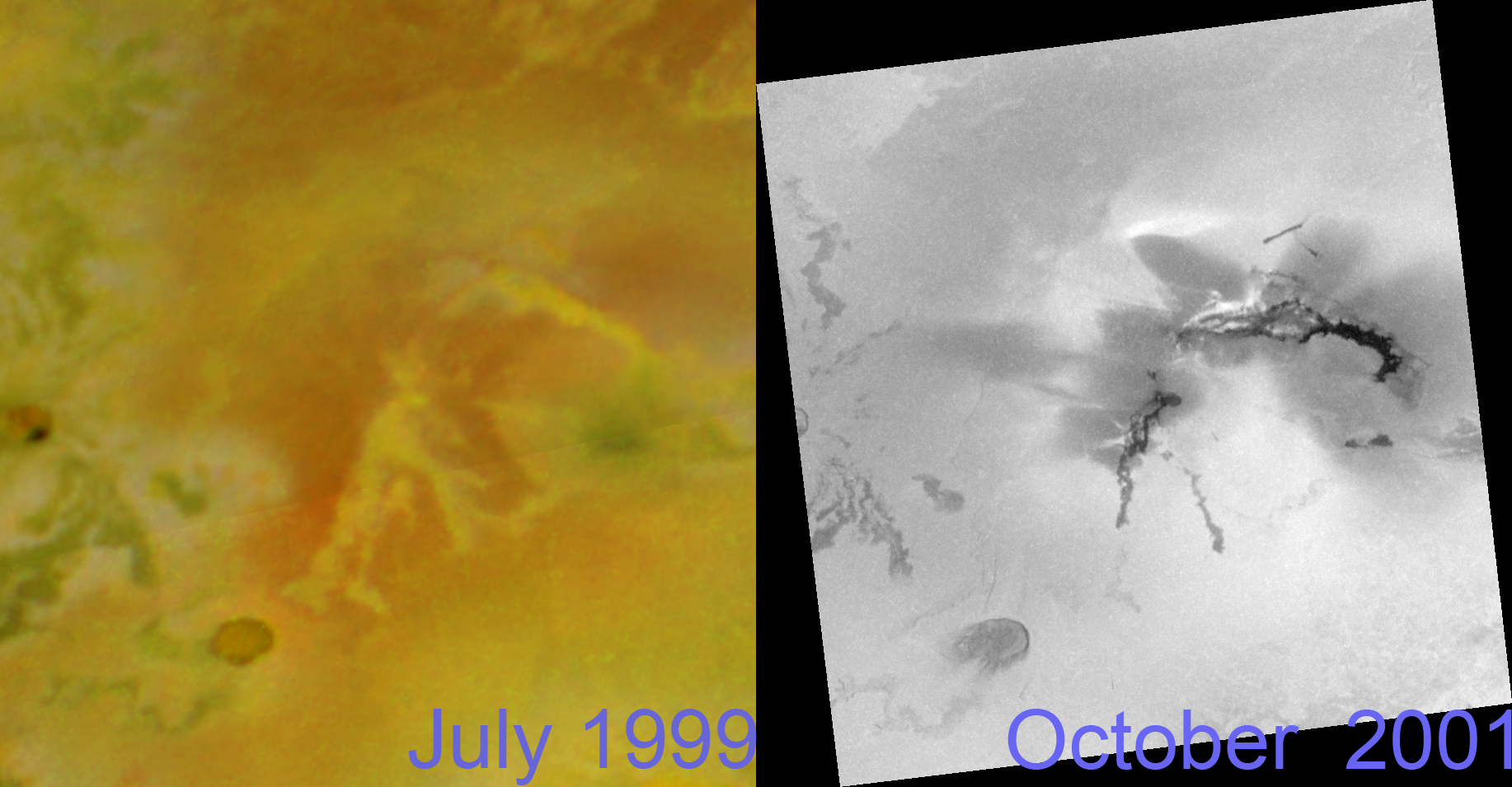
Évolution de la surface d'Io dans la région de Thor entre les mois de juillet 1999 et octobre 2001

Galileo survola à nouveau Io le 16 octobre 2001. Il passa alors au-dessus de la région polaire sud du satellite à une altitude de 184 km. Cependant, à la suite de la récente découverte des éruptions de Thor durant le survol précédent, le programme d'observation fut ajusté afin que les caméras et le spectromètre proche infrarouge puissent prendre des images haute définition dans les différents spectres de lumière de cette récente découverte. La caméra prit une simple photo au-dessus du volcan avec une résolution spatiale de 334 m par pixel. L'image révéla plusieurs nouvelles coulées de lave de silicate sombre, souvent entourées par les dépôts de nuée ardentes sombres. Les coulées de laves sombres ont généralement recouvert les coulées jaunes précédemment observées, bien qu'en octobre 2001, quelques-unes de ces vieilles coulées soient restées visibles. La source d'une importante coulée sombre sur la face est du volcan s'est avérée être une fissure volcanique de 50 par17 km. Cette fissure pourrait être une éruption intra-patera, ou une dépression volcanique en cours de formation. L'imagerie couleur de la sonde utilisée quelques heures après le survol de la région de Thor montra que le panache volcanique était toujours visible,.
Le sous-système NIMS observa aussi Thor en haute définition. Il montra que Thor était toujours en puissante éruption, bien que la puissance de sortie fût inférieure à celle d'août 2001. La partie la plus intense de l'éruption (en termes de puissance de sortie) était centrée sur la grande coulée de lave précédemment imagée. NIMS identifia aussi une source d'émission thermique de nombreuses paterae avoisinantes, où aucune activité volcanique n'avait été observée jusqu'alors. Cette activité coïncida avec un assombrissement de la surface de ces volcans, qui s'explique par la sublimation des dépôts soufrés à proximité des coulées de laves vue par la caméra de Galileo. L'activité au voisinage de ces volcans suggère que le système de poche magmatique au-dessous de Thor s'étend jusqu'à ces artefacts volcaniques et produit un renouveau d'activité volcanique à l'échelle de la région.

## AprèsGalileo
Bien que les observations de Thor par la sonde Galileo en octobre 2001 fussent les dernières de la sonde, les astronomes continuèrent à observer les éruptions depuis la Terre. Les émissions thermiques de Thor étaient suivies depuis le télescope de Keck à Hawaii le 22 décembre 2001. L'activité volcanique continuait encore lors du passage, en février 2007, de la sonde New Horizons qui photographia un panache évanescent de 100 km de haut et un point chaud thermique sur le volcan Thor. Néanmoins le panache et la majorité du sombre dépôt de la nuée ardente avait alors été effacés ou recouverts par un nouveau panache de Tvashtar.

## Galerie

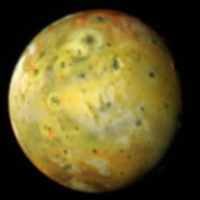
Images en base résolution de l'hémisphère opposé à Jupiter de la lune Io, montrant les effets de l'éruption de Thor en août 2001
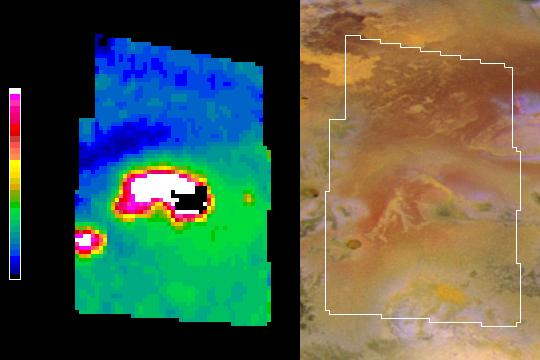
Émission thermique dans le proche infra-rouge depuis Thor en octobre 2001